# Luscinia
Luscinia là một chi chim trong họ Muscicapidae.

## Các loài
- Luscinia luscinia
- Luscinia megarhynchos
- Luscinia phaenicuroides
- Luscinia svecica